# Кипарисов, Фёдор Васильевич
Фёдор Васи́льевич Кипари́сов (17 (29) апреля 1886, Сергиев Посад — 19 декабря 1936, Ленинград) — советский филолог и археолог.

## Биография
Родился 17 (29) апреля 1886 года в Сергиевом Посаде, в семье преподавателя преподавателя Московской духовной академии В. Ф. Кипарисова.
По окончании Сергиево-посадской гимназии в 1904 году поступил на историко-филологический факультет Московского университета. В 1905 году посещал летний семестр Бернского университета. В том же году за границей вступил в РСДРП(б).
Вернувшись в Москву, стал партийным пропагандистом. В университете перешёл в группу философских наук, однако вследствие болезни был вынужден прервать образование и выйти из партии. Тем не менее он остался в поле зрения отделения по охране общественной безопасности в Москве. В марте 1912 года во время допроса на вопрос о «личных средствах к жизни» он отвечал: «живу на средства жены и частные уроки». В этом же году он поступил на историко-филологический факультет Санкт-Петербургского университета и учился на кафедре классической филологии у С. А. Жебелёва. В 1915—1917 гг. опубликовал несколько работ по классической филологии (греческая эпиграфика) в Журнале министерства народного просвещения.
Ни в революции, ни в Гражданской войне Ф. В. Кипарисов участия не принимал. В 1915—1920 гг. служил на Северной железной дороге агентом.
В 1920 году был восстановлен в партии и направлен на «советскую» работу. В 1920—1929 гг. — член президиума, зам. председателя Главного политического управления Ц. К. Союза работников просвещения, ответственный секретарь секции научных работников. В те же годы Кипарисов активно сотрудничал в периодических изданиях: «Учительской газете», журналах «Работник просвещения», «Научный работник», «Народный учитель».
С 1929 года Кипарисов жил в Ленинграде; был профессором Историко-лингвистического института (1929—1932), зам. гл. редактора Словаря русского языка АН (1933—1935).
Начиная с 1929 года он фактически возглавлял Государственную Академию истории материальной культуры (ГАИМК). До смерти Н. Я. Марра, в конце 1934 года, Кипарисов официально числился его первым заместителем. Кипарисову удалось обосновать актуальность археологических изысканий, в частности, благодаря расширению исследований в области истории техники. В 1935 году в «Известиях ГАИМК» вышла серия книг, посвящённых технологическим исследованиям.
Кипарисов редко выступал в печати. Исключением является его новаторская работа «Вещь — исторический источник». Отражая информацию о разных сторонах человеческой деятельности, «вещи» не поддаются однозначной классификации.
Был арестован 16 августа 1936 года. В соответствии с обвинением он был: 

активным участником контрреволюционной троцкистско-зиновьевской террористической организации, совершившей 1 декабря 1934 г. злодейское убийство С. М. Кирова и подготовлявшей ряд террористических актов против руководителей ВКП(б) и Советского правительства, и принимал личное участие в подготовке террористических актов над т. Кировым в 1932—34 гг. и тов. Ждановым в 1935—1936 гг.
Военной коллегией Верховного суда СССР 19 декабря 1936 года приговорён к высшей мере наказания (ст. 58-8, 11 УК РСФСР). В соответствии с Архивно-следственным делом Кипарисов был в тот же день расстрелян. Однако согласно Справке Военной коллегии Верховного суда Союза ССР, выданной его сыну А. Ф. Кипарисову 8 февраля 1957 г. «отбывая наказание, умер 4 мая 1939 года».

В соответствии с Определением № 4н-04780/57 Военной коллегии Верховного суда СССР от 27 июня 1957 г.:
Приговор Военной коллегии Верховного суда СССР от 19 декабря 1936 года в отношении Быковского Сергея Николаевича, Худякова Михаила Георгиевича, Кипарисова Федора Васильевича и Адрианова Василия Степановича по вновь открывшимся обстоятельствам отменить и дела о них за отсутствием состава преступления в уголовном порядке прекратить. 
Вплоть до 1950-х годов деятельность Ф. В. Кипарисова как председателя ГАИМК характеризовалась исключительно в контексте «вредительства» или вовсе умалчивалась.

## Семья
Был дважды женат.
Первая жена — дочь московского купца Мария Фёдоровна Афремова. Их сын — Георгий (1908—?).
Вторая жена — певица и актриса МХАТ Ольга Владимировна Богословская (1889—1979). Их дети:
- Вадим (1920—1941) — погиб на фронте.
- Алексей (1929—2018) — художник.